# حوف (المهرة)

تعديل مصدري - تعديل

حوف هي إحدى قرى عزلة جاذب بمديرية حوف التابعة لمحافظة المهرة، بلغ تعداد سكانها 621 نسمة حسب .
تعتبر حوف أحد الاماكن لسياحه في اليمن وتمتاز بطبيعه ارضها الخلابة